# Apristurus microps
Apristurus microps es una especie de peces de la familia Scyliorhinidae en el orden de los Carcharhiniformes.

## Morfología
Los machos pueden llegar alcanzar los 61 cm de longitud total.

## Reproducción
Es ovíparo.

## Distribución geográfica
Se encuentra en las  costas de Islandia, Sudáfrica y Gran Bretaña.